# 喜久田町原
喜久田町原（きくたまち はら）は、福島県郡山市の町丁である。郵便番号は963-0542。

## 地理
郡山市北部の喜久田地区に属する。南で喜久田町坪沢、その他を囲むように喜久田町前田沢とそれぞれ隣接する。また域内に喜久田前田沢の飛地があり、北側では本宮市岩根と近接する。喜久田前田沢より分離新設された地区であり、一級水系阿武隈川水系五百川右岸支流前ノ川左岸流域の平地を主な範囲とする。西側に一丁目、東側に南から二、三丁目が設置されている。全体が平地で占められ水田が広がり、民家が点在する。喜久田町堀之内に所在する郡山北警察署喜久田駐在所、および喜久田町卸に所在する郡山消防署喜久田基幹分署がそれぞれ管轄にあたる。

### 河川・湖沼
一級水系阿武隈川水系
- 前ノ川（五百川支流）

## 世帯数と人口
2024年1月1日現在の世帯数と人口は以下の通りである。
| 大字       | 世帯数 | 人口 |
| ---------- | ------ | ---- |
| 喜久田町原 | 13世帯 | 33人 |

## 小・中学校の学区
市立小・中学校に通う場合、学区は以下の通りとなる。
| 番地 | 小学校               | 中学校               |
| ---- | -------------------- | -------------------- |
| 全域 | 郡山市立喜久田小学校 | 郡山市立喜久田中学校 |

## 交通

### 道路
- 磐越自動車道
  - 郡山ジャンクション（西端部の一部のみ）
- 一級市道39号富田前田沢線

## 施設等
- 上原集会所